# Bernd Kampka
Bernd Kampka (* 29. März 1919 in Breslau; † 19. Juni 1997 in Marburg) war ein deutscher Unterhaltungsmusiker sowie Film- und Fernsehkomponist mit gelegentlichen Ausflügen als Schauspieler vor die Kamera.

## Leben und Wirken
Über Kampkas Leben ist nur wenig bekannt. Kurz nach dem Zweiten Weltkrieg ließ er sich in Marburg nieder, wo er bis zu seinem Tode ansässig blieb. In den 1950er Jahren komponierte er mehrere Unterhaltungsmusiken wie das Lied und Tango Der Gondoliere singt (1949),  den Tango Kleine Insel Mainau (1952), den Slow-Fox Ich wüßte keine bessere Frau für mich (1953), den Moderato-Fox Unter einem guten Stern (1955) sowie Ständchen für Carla, Mit Rückenwind und Die Liebe ist wie eine Rose (alle 1960).
In den 1950er Jahren schrieb er ferner die Musik zu mehreren Eis-Revüen, die in dem Nachtclub „Casa Carioca“ auf dem Gelände der USA Army Base in Garmisch-Partenkirchen mit großem Aufwand und mit Internationaler Beteiligung aufgeführt wurden. Darunter die Musik zu den Revüen States on Skates, Happy Birthday (1954) und Bottoms Up.
1959 kam der Regisseur Rolf Thiele auf Kampka zu und ließ ihn in der Folgezeit eine Reihe seiner Kinoinszenierungen musikalisch untermalen. So im Filmgeschäft etabliert, wurde Kampka 1967 vom ZDF auch mit der Neuorchestrierung zweier berühmter sowjetischer Stummfilme Sergej Eisensteins, Streik und Oktober betraut. Kampka hat in den 60er und frühen 70er Jahren ebenfalls mehrfach für das Fernsehen komponiert und war bevorzugt für die Inszenierungen Peter Beauvais’ aktiv.

## Filmografie

### Als Filmkomponist
- 1960: Der liebe Augustin
- 1961: Madame de… (Fernsehfilm)
- 1961: Ein Außenseiter (Fernsehfilm)
- 1961: Erinnerst du dich? (Fernsehfilm)
- 1963: Jahre danach (Fernsehfilm)
- 1963: Bilderkomödie (Fernsehfilm)
- 1963: Die Teilnahme (Fernsehfilm)
- 1963: Der Schatten: Ein Märchen für Erwachsene (Fernsehfilm)
- 1963: Port Royal (Fernsehfilm)
- 1963: Der arme Bitos... oder Das Diner der Köpfe (Fernsehfilm)
- 1964: Drei Schwestern (Fernsehfilm)
- 1964: Der Feigling und die Tänzerin (Fernsehfilm)
- 1964: Spätsommer (Fernsehfilm)
- 1965: Nächstes Jahr in Jerusalem (Fernsehfilm)
- 1965: Onkel Wanja – Szenen aus dem Landleben (Fernsehfilm)
- 1965: Die Herren
- 1966: Miranda (Fernsehfilm)
- 1967: Der Tod eines Doppelgängers
- 1967: Stunde der Nachtigallen (Fernsehfilm)
- 1968: Komm nur, mein liebstes Vögelein
- 1969: Grimms Märchen von lüsternen Pärchen
- 1970: Komm nach Wien, ich zeig dir was!
- 1971: Geheimagenten (Fernsehfilm)
- 1972: Gelobt sei, was hart macht
- 1972: Verdacht gegen Barry Croft (Fernsehfilm)
- 1973: Ein Fall für Goron (Fernsehfilm)
- 1974: Griseldis (Fernsehfilm)
- 1975/77: Frauenstation

### Als Schauspieler
- 1965: Bernhard Lichtenberg (Fernsehfilm)
- 1968: Komm nur, mein liebstes Vögelein
- 1970: Komm nach Wien, ich zeig dir was!
- 1972: Gelobt sei, was hart macht
- 1977: Rückfälle (Fernsehfilm)